# Маркиз де Корвера

Герб автономного сообщества Мурсия.

Маркиз де Корвера — испанский дворянский титул. Он был создан 1 августа 1685 года королем Испании Карлосом II для Педро де Молины и Родригеса де Хунтенора, сеньора де Котильяс и де Торребланка, который был третьим сыном Франсиско де Молины Алеман де Валибреры и его второй жены, Каталины де Хунтерон и Замбрана.
6 ноября 1875 года король Испании Альфонсо XII пожаловал титул гранда Испании Рафаэлю Бустосу Кастилья-Португалю и Каррильо, 7-му маркизу де Корвера.
Название маркизата происходит от названия муниципалитета Корвера, провинция Мурсия, автономное сообщество Мурсия.

## Маркизы де Корвера
|                                             | Титул                                       | Период                                      |
| Креация создана королем Испании Карлосом II | Креация создана королем Испании Карлосом II | Креация создана королем Испании Карлосом II |
| ------------------------------------------- | ------------------------------------------- | ------------------------------------------- |
| I                                           | Педро де Молина и Родригес де Хунтерон      | 1685-1708                                   |
| II                                          | Педро Хосе де Молина и Гевара               | 1708-1711                                   |
| III                                         | Анна Тереза де Молина и Гевара              | 1711-1747                                   |
| IV                                          | Педро Хосе де Бустос и Молина               | 1747-1768                                   |
| V                                           | Рафаэль Антонио де Бустос и Молина          | 1768-                                       |
| VI                                          | Рафаэль де Бустос и Ламас                   | -1820                                       |
| VII                                         | Рафаэль де Бустом и Сагаде Бокейро          | 1820-1848                                   |
| VIII                                        | Рафаэль де Бустос и Кастилья-Португаль      | 1848-1894                                   |
| IX                                          | Альфонсо Бустос и Бустос                    | 1894-1928                                   |
| X                                           | Хосе Альфонсо де Бустос и Руис де Арана     | 1928-1940                                   |
| XI                                          | Касильда де Бустос и Фигероа                | 1940-?                                      |
| XII                                         | Рафаэль Финат и де Бустос                   | ?-1955                                      |
| XIII                                        | Хосе Мария Финат и де Бустос                | 1957 — н.в.                                 |

## История маркизов де Корвера
- Педро де Молина и Родригес де Хунтерон (? — ?), 1-й маркиз де Корвера, Регидор Мурсии.
  - Супруга — Франсиска Мария Ладрон де Гевара и Гевара, дочь Антонио Ладрона де Гевары и Валькарселья и Хуаны де Гевары и Карселен. Ему наследовал их сын:

- Педро Хосе де Молина и Гевара (? — ?), 2-й маркиз де Корвера, регидор Мурсии. Бездетен. Ему наследовала его сестра:

- Анна Тереза де Молина и Гевара (? — 1747), 3-я маркиза де Корвера.
  - Супруг — Кристобаль де Бустос Карраско и Бальбоа, сеньор де Котильяс и Касабланка. Ей наследовал их старший сын:

- Педро Хосе де Бустос и Молина (? — 1768), 4-й маркиз де Корвера.
  - Супруга — Николаса Лукас Сельдран (их брак был бездетным). Ему наследовал его младший брат:

- Рафаэль Антонио де Бустос и Молина  (? — ?), 5-й маркиз де Корвера, сеньор де Котильяс, де Торребланка и де Бенандин.
  - Супруга — Хуана де Ламас и Молина. Ему наследовал их сын:

- Рафаэль де Бустос и Ламас  (? — ?), 6-й маркиз де Корвера.
  - Супруга — Мария Антония Сагаде Букейро и Вальдеррама, 8-я виконтесса де Риас. Ему наследовал их сын:

- Рафаэль де Бустос и Сегаде Букейро  (? — 16 января 1848), 7-й маркиз де Корвера, 9-й виконт де Риас.
  - Супруга — Роза де Кастилья-Португаль и Баильо, дочь Николаса Мельгарехо Кастилья-Португаль и Микаэлы Мельгарехо Кастилья-Португаль. Ему наследовал их сын:

- Рафаэль де Бустос и Кастилья-Португаль[исп.] (28 апреля 1807 — 16 марта 1894), 8-й маркиз де Корвера.
  - Супруга — Мария Тереза Рикельме и Арсе (1815—1878), 3-я маркиза де лас Альменас, дочь Антонио Рекельме и Фонтес, сеньора де Гуадалупе, и Хосефы де арсе и Муньос Флорес. 2-й маркиза де лас Альменас. Ему наследовал его племянник:

- Альфонсо де Бустос и Бустос (23 ноября 1861 — 25 декабря 1928), 9-й маркиз де Корвера, 5-й маркиз де лас Альменас, 14-й виконт де Риас. Сын Хосе де Бустоса и Кастилья-Португаль, 10-го виконта де Риас, и Марии де лос Долорес де Бустос и Рекельме, 4-й маркизы де лас Альменас.
  - Супруга — Мария Изабель Луиза Руис де Арана и Осорио де Москосо (1865 — ?), 12-я графиня де Ньева, 16-я графиня де Оливето, придворная дома королевы Виктории Евгении Баттенбергской. Ему наследовал их сын:

- Хосе Альфонсо де Бустос и Руис де Арана (22 марта 1883—1940), 10-й маркиз де Корвера, 4-й герцог де Андрия, 11-й виконт де Риас.
  - Супруга — Мария Тереза Андреа Нативидад Изабель Перинат и Терри (1866—1918), дочь Гильермо Перината и Очоа и Кармен Терри и Дортикос, 1-й маркизы де Перинат
  - Супруга — Бланка де Ансола и Гонсалес де Кастехон (? — 1962), 1-я маркиза де Юррета-и-Гамбоа, дочь Пабло Марии Зойло де ансола и Минондо и Марии де лас Мерседес Франсиски де Паулы Хуаны Гонсалес де Кастехон и Торре. Ему наследовала его племянница:

- Касильда де Бустос и Фигероа (2 ноября 1910 — 3 июля 2000), 11-я маркиза де Корвера, 15-я герцогиня де Пастрана, 6-я маркиза де лас Альменас, 19-я маркиза де Кампотехар, 16-я маркиза де Салинас дель Рио Писуэрга, 17-я графиня де Оливето. Дочь Рафаэля де Бустоса и Руиса де Араны (1885—1943), 14-го герцога де Пастрана, и Касильды де Фигероа и Алонсо Мартинес.
  - Супруг — Хосе Мария Финат и Эскрива де Романи (1904—1995), 16-й граф де Маяльде, 11-й маркиз де Терранова, 3-й граф де Финат и 15-й граф де Вильяфлор. Ей наследовал их сын:

- Рафаэль Финат и де Бустос (5 февраля 1930 — 25 февраля 1955), 12-й маркиз де Корбера, погиб в аварии в 1955 году. Титулы унаследовала его младший брат:

- Хосе Мария Финат и де Бустос[исп.] (род. 13 сентября 1932), 13-й маркиз де Корвера, 16-й герцог де Пастрана, 20-й маркиз де Кампотехар, 17-й граф де Маяльде, 4-й граф де Финат, 18-й граф де Оливето, 16-й граф де Вильяфлор и 13-й виконт де Риас.
  - Супруга — Алина Рива де Луна.